# Ultimate Spider-Man: Total Mayhem
Ultimate Spider-Man: Total Mayhem — игра для мобильных телефонов в жанре beat ’em up, основанная на серии комиксов Ultimate Spider-Man авторства Брайана Майкла Бендиса и Марка Багли о популярном супергерое компании Marvel Comics Человеке-пауке, действие которых разворачивается во вселенной Ultimate Marvel. Графика стилизована под комикс благодаря технологии сел-шейдинг и кинетической анимации текста. По сюжету, из тюрьмы Трискелион совершают побег шестеро опасных суперзлодеев. Зелёный гоблин использует частицы костюма Венома для создания солдат-симбиотиотов, усиленных генетической формулой ОЗ. Человек-паук вступает в конфронтацию со своими заклятыми врагами, чтобы предотвратить разрушение родного города Нью-Йорка.
За разработку и издание Total Mayhem отвечала французская компания Gameloft, которая ранее создала другой проект по мотивам Ultimate Spider-Man — Spider-Man: Toxic City (2009). 1 сентября 2010 года через цифровую дистрибуцию состоялся выход игры для мобильных устройств под управлением операционных систем iOS и Symbian OS. В 2011 году она была портирована на Android, Bada и Fire OS.
Игра получила смешанные, преимущественно положительные отзывы. Некоторые рецензенты называли её «лучшей игрой о супергероях для мобильных устройств».

## Игровой процесс
Ultimate Spider-Man: Total Mayhem — это beat ’em up, стилизованный под комикс благодаря технологии сел-шейдинг и анимации движущегося текста, в котором игрок управляет супергероем Человеком-пауком. В игре есть четыре уровня сложности — лёгкий, нормальный, тяжёлый и «ultimate». Повествование разворачивается через кат-сцены, в которых присутствуют не только диалоговые окна, но и озвучка. Сюжетная кампания охватывает 12 миссий. После её полного прохождения можно перепройти эпизоды по-отдельности в чёрном симбиотическом костюме Венома.
Передвижение осуществляется при помощи джойстика, расположенного в левом углу сенсорного экрана. На правой стороне находятся три кнопки — атака, паутина и прыжок. Преодолевать препятствия (пропасти, перекрывающие улицы машины и пр.) помогают не только прыжки, но и раскачивания на паутине. На уровнях разбросаны обложки комиксов, доступные для просмотра в художественной галерее в главном меню. Человек-паук может различным образом взаимодействовать с элементами окружающей среды — хвататься за шесты, башни и выступы, а также разбивать ящики, из которых выпадают зелёные сферы, необходимые для повышения уровня силы, защиты и специальных возможностей.
Человек-паук, чтобы завершить уровень, должен обойти вражеские ловушки, освободить заложников и победить встречающихся на пути противников. Помимо обычных врагов, в конце некоторых миссий встречаются боссы, которых можно фотографировать во время сражений с помощью внутриигровой камеры. Стандартные атаки руками и ногами составляют более 20 комбо-ударов; например, Человек-паук может опутывать своих противников паутиной, затем подбрасывать их в воздух и добивать сильным ударом об землю. Уклониться от вражеских атак позволяет способность «паучье чутьё»: чтобы использовать её, игрок должен нажать на иконку молнии, появляющуюся в момент нападения, после чего протагонист увернётся в замедленной съёмке. Затем у игрока появляется возможность провести контратаку. Тем не менее, уклонение сокращает специальный счётчик энергии Человека-паука, пополняющийся с каждым побеждённым врагом; после заполнения этого счётчика у игрока открывается доступ к суператаке, поражающей всех обычных противников в поле зрения супергероя. Игра выставляет оценку в конце каждого этапа, подсчитывая количество комбо и затраченное на прохождение время, и снижает рейтинг за полученный урон.

## Сюжет

### Персонажи и сеттинг
Действие игры разворачивается во вселенной Ultimate Marvel, где альтер эго Человека-паука Питер Паркер по-прежнему является учащимся старшей школы Мидтауна. За время своей супергеройской карьеры он уже сталкивался с главой специализирующейся на разработке передовых технологий компании «Oscorp» Норманом Озборном и его альтер-эго Зелёным гоблином, обезумевшим учёным Отто Октавиусом, тело которого срослось с шестью кибернетическими конечностями, другом детства Эдди Броком и его симбиотическим костюмом Веномом, контролирующим электричество мутантом Электро, ещё одним мутантом Песочным человеком и обладателем высокотехнологичного экзоскелета Н.О.С.О.Р.О.Г.ом.

### История
Во время патрулирования улиц Нью-Йорка Человек-паук замечает дымящееся здание Трискелиона, тюрьмы для особо опасных суперзлодеев. Затем он спасает женщину от уличных бандитов. В ответ та называет супергероя «уродом» и убегает. От полицейских Человек-паук узнаёт о неком преступнике, который посеял в городе хаос. Им оказывается один из его старых врагов Песочный человек. После победы над ним Человек-паук убеждается, что Трискелион действительно загорелся. В этот момент его едва не сбивает машина, брошенная Н.О.С.О.Р.О.Г.ом. Супергерой, бросившись в погоню, настигает его в банке; сражение между ними завершается победой Человека-паука на выходе из здания. Сразу после этого до последнего доходят обрывки разговора полицейских о взрыве на электростанции. За этим преступлением стоит ещё один известный ему злодей — Электро, намеревающийся разрушить все электростанции, чтобы полностью обесточить город и стать живым воплощением энергии. Человек-паук срывает его план, однако полицейские сообщают ему, что если тот продолжит своё самоуправство, его арестуют роботы-охранники, разработанные компанией «Роксон».
В поисках других сбежавших сверхлюдей Человек-паук обнаруживает, что по улицам города распространилась симбиотическая субстанция, которая превратила жителей города в одержимых монстров. Ситуацию проясняет агент Щ.И.Т.а: внедрившиеся в Трискелион сотрудники «Роксона» попытались смешать генетическую сыворотку ОЗ с Веномом, однако результатом их действий стал освободивший всех заключённых взрыв. Человек-паук отправляется в здание мэрии, чтобы спасти команду полевых исследователей, попутно уничтожая атакующих его роботов «Роксона». Затем он продолжает сражаться с монстрами по всему городу и в какой-то момент замечает Венома. Эдди Брок постепенно сходит с ума из-за возросшего количества заражённых и обвиняет в своих мучениях Человека-паука. Супергерой дважды побеждает его в бою, и Брока забирают агенты Щ.И.Т.а. От них он узнаёт, что Норман Озборн захватил бейсбольный стадион, на котором находился мэр города, пообещав превратить всех заложников в гоблинов, если власти не передадут ему контроль над Нью-Йорком. Прежде чем отправиться туда, Человек-паук останавливает Доктора Осьминога в его лаборатории.
На стадионе Человек-паук замечает, что Озборн уже превратил большую часть посетителей в гоблинов. Во время освобождения заложников он противостоит армии гоблинов, симбионтов, бандитов и роботов, однако сам Зелёный гоблин сбегает. Супергерой преследует его по всему Манхэттену, прежде чем окончательно настигает на вертолётной площадке и побеждает в бою. Озборна забирают агенты Щ.И.Т.а, которые сообщают, что доктор Коннорс разработал противоядие и скоро все жители города вернутся в нормальное состояние. На следующее утро к отдыхающему на скамейке Человеку-паук подходит спасённая им ранее женщина и, извинившись за своё поведение, благодарит за спасение города.

## Разработка и выпуск
Во время игровой выставки E3 2010 Gameloft анонсировала новую мобильную игру про Человека-паука для iOS, основанную на популярном комиксе Ultimate Spider-Man. Годом ранее она выпустила другую игру по мотивам вселенной Ultimate Marvel — Spider-Man: Toxic City. Проект разрабатывался для новых устройств компании Apple — iPhone 4 и iPod touch. Создавая эту игру, разработчики преследовали две цели: показать эффектные полёты над городом Нью-Йорком и динамичные сражения, в которых супергерой использует свою сверхчеловеческую силу. Незадолго до выхода игры, состоявшегося 1 сентября 2010 года, Gameloft разместила в сети трейлер к ней. В том же году игра стала доступна для мобильных устройств, функционирующих на операционной системе Symbian OS. В 2011 году компания портировала её на Android, Bada и Fire OS.

## Восприятие
| Сводный рейтинг    | Сводный рейтинг |
| Агрегатор          | Оценка          |
| ------------------ | --------------- |
| Metacritic         | 85/100          |
| Иноязычные издания |                 |
| Издание            | Оценка          |
| Eurogamer          | 5/10            |
| IGN                | 9/10            |
| VideoGamer         | 6/10            |
| Pocket Gamer       | 4,5/5           |
| AppSpy             | 5/5             |
| Slide To Play      | 4/4             |

Ultimate Spider-Man: Total Mayhem получила средние оценки от критиков. На агрегаторе Metacritic она имеет 85 баллов из возможных 100 на основе десяти рецензий, восемь из которых были положительными, а две — смешанными. После выхода игра возглавила рейтинг самых кассовых приложений App Store в США, Италии, Гонконге, Аргентине, Мексике, заняла 2-е место в аналогичном рейтинге Франции, Испании, Канады и России, и 3-е место — в Великобритании, Нидерландах и Бельгии. В год выхода игры Gameloft включила её в список проектов, общее число загрузок которых превысило 20 миллионов.
По мнению рецензента Pocket Gamer Трэйси Эриксон, разработчикам Total Mayhem удалось не только хорошо адаптировать комикс, но и показать пример, какими должны быть игры в жанре action-adventure для iPhone и iPod touch. К числу сильных сторон проекта Эндрю Насвадба из AppSpy отнёс плавную боевую систему, многочисленные комбо-удары, красивые графику и анимацию, а также грамотно сконструированные уровни и поединки с боссами. Рецензент Jeuxvideo.com похвалил не только качество модели Человека-паука, но и его озвучку, хорошо раскрывающую чувство юмора супергероя; также ему понравилась музыка игры, которая отлично сочеталась с разворачивающимся на экране экшеном. Редакция The Washington Post порекомендовала проект Gameloft всем любителям мобильных игр о супергероях. В своей рецензии для IGN Ливай Бьюкенен назвал его не только «лучшей игрой о супергероях для мобильных устройств», но и «одной из лучших игр в App Store» на момент её выхода.
С другой стороны, GamesRadar счёл большинство шуток Человека-паука неудачными, а голос его актёра озвучивания «слишком гнусавым, даже для тихони Питера Паркера»; главным же недостатком игры рецензент назвал неотзывчивое управление, а именно чувствительность джойстика. Кристан Рид из Eurogamer разделил мнение относительно представленного в игре управления, а также раскритиковал «раздражающие» сражения с боссами, — в частности, бой с Н.О.С.О.Р.О.Г.ом. Жасмин Смит с сайта VideoGamer.com сетовала на повторяющиеся «линейные коридоры с толпой головорезов, в конце которых появляется зловещий босс». Несмотря на положительную оценку игры в целом, Jeuxpo.com был разочарован её короткой продолжительностью и «довольно низкой сложностью».